# 埃文斯維爾 (印第安納州)
埃文斯維爾（英語：Evansville，/ˈɛvənzvil/）位於俄亥俄河畔，是美国印第安纳州第三大城市、范德堡郡郡治，2020年的統計人口為117,298人。
1819年成為公法人，1849年設市。